# SEC Armadillo
SEC Armadillo (ранее Clyde Auditorium) — зал для выступлений, расположенный около реки Клайд в Глазго (Шотландия). Это одно из трёх достопримечательностей на Scottish Event Campus, который включает также SEC Centre и SSE Hydro.

## История
Планы по созданию нового зрительского зала начали осуществляться в 1997 году. Дизайн сооружения был разработан британским архитектурным бюро Foster and Partners. Строительство зала на 2 000 человек было завершено в 2000 году. К этому времени зал уже получил несколько неофициальных названий в народе из-за своего сходства с животным.
Здание имеет очень много общего с Сиднейским оперным театром, однако этот театр не являлся вдохновением для дизайна SEC Armadillo. 
Данное сооружение стало одним из самых узнаваемых в Глазго. Одним из больших плюсов является наличие перехода из отеля прямо в зал.

## Мероприятия
В зале проводятся различного рода мероприятия, например, Britain’s Got Talent, кастинги для различных популярных фильмов и сериалов. Именно в этом сооружении певица Сьюзан Бойл получила известность.
В 2014 году здание служило местом проведения соревнований Игры Содружества 2014 в Глазго по тяжёлой атлетике.